# برود ستريت
شارع برود ستريت (Broad Street) هو شارع يمتد من الشمال إلى الجنوب في حي المال بمنطقة مانهاتن السفلى في مدينة نيويورك. كان يُعرف في الأصل باسم قناة برود (Broad Canal) في مستعمرة نيو أمستردام، ويمتد اليوم من شارع ساوث ستريت وحتى وول ستريت
كانت قناة برود تستمد مياهها من النهر الشرقي، لكنها تم ردمها في عام 1676 بعد أن أصبح من الصعب على القوارب دخول القناة بسبب انتشار بائعي الفواكه والخضروات في المنطقة. من بين أولى المنشآت التي قامت على شارع برود في القرن السابع عشر كانت متحف حانة فرانسيز والبورصة الملكية ، وأصبحت فيما بعد هذه المنطقة مركزًا للنشاط المالي، وتم استبدال المباني الصغيرة تدريجيًا بـمبانٍ كبرى للبنوك والبورصات.